# André Sardet

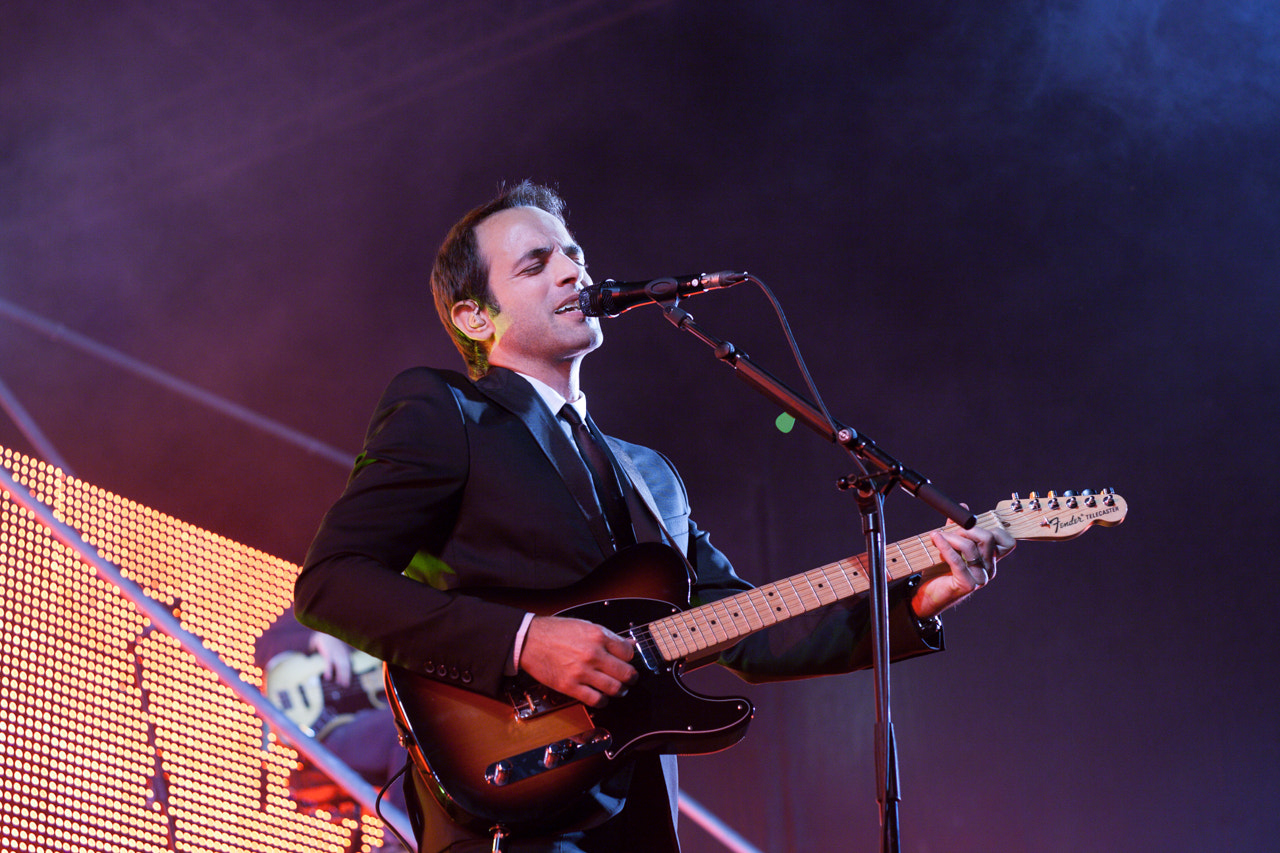
André Sardet

André Sardet (* 8. Januar 1976 in Coimbra) ist ein portugiesischer Pop-Sänger.

## Leben
Als Jugendlicher spielte er in einer Nachwuchsband, verließ diese aber nach kurzer Zeit, um eigene Lieder zu komponieren und zu spielen. 1996 erschien sein erstes Album, dessen Single O Azul do Céu (dt.: Das Blau des Himmels) einige Bekanntheit und die Top 10 der portugiesischen Verkaufscharts erreichte. Er trat häufiger im Fernsehen auf, und seine folgenden Alben erreichten immer höhere Verkaufszahlen, insbesondere sein autobiografisch geprägtes Album André Sardet, auf dem als musikalische Gäste Rui Veloso, Luís Represas und Mafalda Veiga mitwirkten.
2006 erschien sein Album Acústico (dt.: Akustisch). Das live im Teatro Académico Gil Vicente aufgenommene, durch die akustische, unverzerrte Instrumentierung und die intime Atmosphäre gekennzeichnete Album stand zwölf Wochen lang auf dem ersten Platz der Verkaufscharts, wo es über ein Jahr lang geführt wurde.
Sardet ging weiterhin auf Tourneen in Portugal und füllte nun größere Hallen. Bei seiner ECO TOUR 2008 senkte er den Energieverbrauch seiner Konzerte um ein Drittel und appellierte an das Umweltbewusstsein des Publikums. Zudem wurde sein Album Mundo de Cartão (dt.: Welt aus Pappe) 2008 als europäische Premiere im plastikfreien und umweltfreundlich verpackten Bend it green-Format der Sony DADC produziert. Nachdem das unbeschwerte, sich mit der Kindheit befassende Mundo de Cartão bis auf den zweiten Platz der Charts kam, erreichte der Nachfolger Pare, Escute, Olhe (dt. etwa: Halte, Höre, Sehe) 2011 die Spitze der Hitparade. Sein Titel war auch der Name des vielbeachteten, engagierten Dokumentarfilms (Pare, Escute, Olhe) des portugiesischen Regisseurs Jorge Pelicano, der sich 2011 mit der umweltpolitisch und sozial problematischen Schließung der lokalen Eisenbahnstrecke Linha do Tua zu Gunsten eines Staudammprojektes befasste. Sardet wählte den Titel nach eigener Aussage hingegen, um die Entstehung des Albums zu beschreiben, das er als kreative Neuorientierung beschrieb.
Sardet schrieb 2001 die Musik für die mit einem Globo de Ouro ausgezeichnete Fernsehserie Uma Aventura, des portugiesischen Fernsehsenders SIC, bei der er auch eine kleine Gastrolle hatte. In der Folge schrieb er auch für einige weitere Telenovelas die Musik, vor allem für die Produktionsfirma NBP von Nicolau Breyner, etwa die erfolgreiche Ilha dos Amores der TVI 2007.

## Diskografie

### Studioalben
| Jahr | Titel               | Höchstplatzierung, Gesamtwochen, AuszeichnungChartsChartplatzierungen (Jahr, Titel, Platzierungen, Wochen, Auszeichnungen, Anmerkungen) | Anmerkungen |
| Jahr | Titel               | PT | Anmerkungen |
| ---- | ------------------- | --- | ----------- |
| 2008 | Mundo de Cartão     | PT2 Platin · (30 Wo.)PT |             |
| 2011 | Pára, escuta e olha | PT1 Gold · (26 Wo.)PT |             |

Weitere Studioalben
- 1996: Imagens
- 1998: Agitar Antes de Usar
- 2002: André Sardet

### Livealben
| Jahr | Titel    | Höchstplatzierung, Gesamtwochen, AuszeichnungChartsChartplatzierungen (Jahr, Titel, Platzierungen, Wochen, Auszeichnungen, Anmerkungen) | Anmerkungen |
| Jahr | Titel    | PT | Anmerkungen |
| ---- | -------- | --- | ----------- |
| 2006 | Acústico | PT1 ×8Achtfachplatin · (56 Wo.)PT |             |

Weitere Livealben
- 2009: Mundo de Cartão – Ao Vivo

### Videoalben
- 2011: Pára, escuta e olha